# Marsaneix
Marsaneix (en occitano Marçanés o Marsanés) era una comuna francesa situada en el departamento de Dordoña, de la región de Nueva Aquitania, que el 1 de enero de 2017 pasó a ser una comuna delegada de la comuna nueva de Sanilhac al fusionarse con las comunas de Breuilh y Notre-Dame-de-Sanilhac.

## Demografía
| Gráfica de evolución demográfica de Marsaneix entre 1800 y 2014 |
|                                                                 |

Los datos demográficos contemplados en este gráfico de la comuna de Marsaneix se han cogido de 1800 a 1999 de la página francesa EHESS/Cassini, y los demás datos de la página del INSEE.